# Copa Sevilla 1998
Il Copa Sevilla 1998 è stato un torneo di tennis facente parte della categoria ATP Challenger Series nell'ambito dell'ATP Challenger Series 1998. Il torneo si è giocato a Siviglia in Spagna dal 21 al 26 settembre 1998 su campi in terra gialla.

## Vincitori

### Singolare
Alberto Martín ha battuto in finale  Davide Scala con il punteggio di 6–1, 5–7, 6–2.

### Doppio
Alberto Martín /  Salvador Navarro hanno battuto in finale  Edwin Kempes /  Rogier Wassen con il punteggio di 2–6, 7–5, 6–3.